# Fraueneishockey-Bundesliga 2010/11
Die Saison 2010/11 war die 23. Austragung der Fraueneishockey-Bundesliga in Deutschland.  Der ESC Planegg/Würmtal gewann zum zweiten Mal in der Vereinsgeschichte die Meisterschaft.

## Vor der Saison
Der SV Brackwede, Meister der 2. Liga Nord, der ERC Sonthofen, Meister der Landesliga Bayern und die ESG Esslingen, Meister der Baden-Württemberg-Liga, verzichteten auf einen Aufstieg, so dass erneut nur sieben Teilnehmer eine Meldung für die Liga abgaben.

## Modus
Im Gegensatz zur Vorsaison spielten die Bundesliga-Vereine zunächst eine Doppelrunde aus. Der Sieger der Doppelrunde wurde der Deutsche Meister. Die Ligadurchführung erfolgte durch den Deutschen Eishockey-Bund.

### Aufsteiger
Der Meister der 2. Liga Nord sowie der Sieger aus den Relegationsspielen Bayern/Baden-Württemberg kann ebenfalls aufsteigen. Als Sollstärke ist für die Bundesliga weiterhin 12 Vereine vorgesehen.

### Punkteregelung
Die Regelung wurde beibehalten, dass
- bei einem Sieg in der Regulären Spielzeit der Sieger drei Punkte; der Verlier gar keinen Punkt
- bei einem Unentschieden nach der regulären Spielzeit der Sieger, der in einem Penaltyschießen ermittelt wird, zwei Punkte und der Verlierer einen Punkt erhält.

## Meisterschaft
| Hinrunde | Hinrunde        | Hinrunde | Hinrunde | Hinrunde | Hinrunde                          | Hinrunde | Eishockey-Bundesliga 2010/11 | Rückrunde | Rückrunde       | Rückrunde | Rückrunde | Rückrunde | Rückrunde                         | Rückrunde |
| -------- | --------------- | -------- | -------- | -------- | --------------------------------- | -------- | ---------------------------- | --------- | --------------- | --------- | --------- | --------- | --------------------------------- | --------- |
|          | Logo OSC Berlin |          |          |          | Logo Kurpfalz Ladies EKU Mannheim |          | Verein                       |           | Logo OSC Berlin |           |           |           | Logo Kurpfalz Ladies EKU Mannheim |           |
|          | 5:2             | 5:3      | 7:2      | 7:1      | 17:1                              | 15:0     | ESC Planegg/Würmtal          |           | 0:2             | 5:3       | 7:3       | 5:0 1     | 6:0                               | 7:1       |
| 5:7      |                 | 4:2      | 4:0      | 8:2      | 17:4                              | 9:2      | OSC Berlin                   | 1:2       |                 | 6:2       | 3:1       | 5:1       | 18:1                              | 11:0      |
| 1:4      | 3:6             |          | 3:1      | 4:0      | 8:2                               | 3:0      | EC Bergkamen                 | 2:7       | 1:3             |           | 2:6       | 2:1       | 16:1                              | 16:0      |
| 1:10     | 4:1             | 3:5      |          | 3:2      | 8:5                               | 10:0     | ECDC Memmingen               | 2:4       | 2:6             | 0:2       |           | 3:4       | 3:2 2                             | 10:0      |
| 1:2      | 1:5             | 2:1 2    | 4:3      |          | 6:4                               | 9:0      | SC Garmisch-Partenkirchen    | 0:7       | 2:4             | 1:2       | 2:5       |           | 10:0                              | 6:0       |
| 2:9      | 4:13            | 0:11     | 1:7      | 1:4      |                                   | 3:1      | Kurpfalz Ladies              | 1:18      | 2:11            | 1:9       | 2:7       | 0:5       |                                   | 3:0       |
| 0:17     | 0:6             | 0:8      | 1:9      | 1:3      | 2:5                               |          | Grefrather EC                | 0:7       | 0:13            | 0:16      | 0:14      | 1:16      | 5:0 1                             |           |

Anm.: 

## Endstand
| Pl           | Verein                    | Sp | S  | OTS | OTN | N  | Tore   | Punkte |
| Gold Medal   | ESC Planegg/Würmtal       | 24 | 23 | 0   | 0   | 1  | 180:34 | 69     |
| Silver Medal | OSC Berlin                | 24 | 20 | 0   | 0   | 4  | 163:48 | 60     |
| Bronze Medal | EC Bergkamen              | 24 | 14 | 0   | 1   | 9  | 125:58 | 43     |
| 4.           | ECDC Memmingen            | 24 | 11 | 1   | 0   | 12 | 107:77 | 35     |
| 5.           | SC Garmisch-Partenkirchen | 24 | 10 | 1   | 0   | 13 | 83:73  | 32     |
| 6.           | Kurpfalz Ladies           | 24 | 3  | 0   | 1   | 20 | 45:211 | 10     |
| 7.           | Grefrather EC             | 24 | 1  | 0   | 0   | 23 | 14:216 | 3      |

Abkürzungen: Pl = Platz, Sp = Spiele, S = Siege, OTS = Siege nach Verlängerung (Overtime), OTN = Niederlagen nach Verlängerung, N = Niederlagen

## Meisterkader des ESC Planegg
| Deutscher Meister ESC Planegg | Tor: Nadja Gruber, Lena Schuster, Susanne Seeßle Abwehr: Vroni Angermeier, Lena Düsterhöft, Anna-Maria Fiegert, Melanie Greene, Jessica Hammerl, Ronja Richter, Ines Strohmair, Jenny Tamas, Jessica Ujcik, Theresa Wagner, Tamara Wolf Angriff: Manuela Anwander, Monika Bittner, Bettina Evers, Michaela Gritl, Sophie Kratzer, Mirjam Ludwig, Franziska Meinicke, Evan Minnick, Monika Pink, Lisa Schuster, Kerstin Spielberger, Julia Zorn Trainerstab: Michael Lehmann |